# Samkow (Carlow)
Samkow ist ein Ortsteil der Gemeinde Carlow im Landkreis Nordwestmecklenburg in Mecklenburg-Vorpommern.
Der Ort liegt nördlich des Hauptortes Carlow an der Kreisstraße K 8. Südlich verläuft die Landesstraße L 02, westlich fließt die Maurine, ein linker Nebenfluss der Stepenitz.

## Baudenkmale
In der Liste der Baudenkmale in Carlow (Mecklenburg) ist für Samkow kein Baudenkmal aufgeführt.